# ÉBERKÓMA
Az ÉBERKÓMA az RTL X-faktor című műsorának tizenkettedik évadának harmadik helyezettje. A műsorban összerakott formáció tagjai – AW, WimmR, Sxul, Gergi és StinkyB.

## Pályafutás

### X-faktor
A 2024-es X-faktor válogatójára mind az öten egyéniben érkeztek - kivéve Gergi, aki egy duóban jelentkezett Puskás mellett, viszont csak Gergit engedték tovább a következő fordulóra -, később a táborban a mentorok által összekerültek. Az előadásuk alatt annyira összhangban voltak, hogy a mentorok azt javasolták nekik, hogy együtt folytassák az X-faktort. Így megalakult az ÉBERKÓMA, a mentoruk Majka lett. Ők lettek a magyar X-faktor történetének első rapcsapata, akik nemmellesleg a fináléig is eljutottak. A székes feladatnál az Olá'lé című slágerüket adták elő, amellyel bekerültek az élő showba. 
Az élő show első adásában a Lobby című dalukat adták elő, amely azonnal hatalmas sikert aratott. 3 hét alatt már több mint 1 milliós nézettségre tett szert a YouTube-on. A második élő showban a Gyufa a lángon című daluk egyenes ágon juttatta tovább őket a következő élőadásba. A harmadik élő show során már két dalt kellett előadniuk, az első a C'est la vie, míg a második a Kettesben című számuk volt. Ezt követően az elődöntőben először egy közös számot adtak elő a Váradi Roma Café-val, majd a Nem is ez a lényeg című daluk következett, amivel a zsűri szavazata alapján bekerültek a döntőbe. A hazai X-faktorban korábban még nem volt példa arra, hogy egy, a verseny során összerakott csapat a döntőig meneteljen. A fináléban a Sorry című saját dalukat, és Majkával a Belehalok című dal feldolgozását adták elő, végül harmadik helyezést érték el.

#### Az X-faktor után
Meghívást kaptak a 2025-ös Sziget fesztiválra, amely augusztus 6 és 11. között kerül megrendezésre.
Majka 2025. március 7-én és 8-án a Papp László Sportarénában megrendezésre kerülő koncertjén lehetőséget kaptak fellépni.
2025. március 19-én kiadták első albumukat a Hangok a semmibőlt, amelyen 14 zene található.

## Diszkográfia

#### Kislemezek
| Cím                                                   | Év   | Album             |
| ----------------------------------------------------- | ---- | ----------------- |
| Olá'lé*                                               | 2024 | -                 |
| Lobby                                                 | 2024 | -                 |
| Gyufa a lángon                                        | 2024 | -                 |
| C'est la vie                                          | 2024 | -                 |
| Kettesben                                             | 2024 | -                 |
| Egész éjjel/Umbala-umba (Éberkóma x Váradi Roma Café) | 2024 | (kiadatlan)       |
| Nem is ez a lényeg                                    | 2024 | -                 |
| Sorry                                                 | 2024 | -                 |
| El Fuego                                              | 2025 | -                 |
| Intro                                                 | 2025 | Hangok a semmiből |
| Dilo'                                                 | 2025 | Hangok a semmiből |
| Mulett                                                | 2025 | Hangok a semmiből |
| Hangok a semmiből                                     | 2025 | Hangok a semmiből |
| Csilivili (feat. Blansch)                             | 2025 | Hangok a semmiből |
| Ketalin Freestyle                                     | 2025 | Hangok a semmiből |
| Kutyatáp                                              | 2025 | Hangok a semmiből |
| Hollyweed (feat. P.Y.F.U)                             | 2025 | Hangok a semmiből |
| "Minden rendben lesz" (feat. Kundra Zsombor)          | 2025 | Hangok a semmiből |
| Szólj rám                                             | 2025 | Hangok a semmiből |
| Zuhanok                                               | 2025 | Hangok a semmiből |
| Nem vall rád                                          | 2025 | Hangok a semmiből |
| Tiszteld a sebzést                                    | 2025 | Hangok a semmiből |
| Outro                                                 | 2025 | Hangok a semmiből |

*A videóklippel rendelkező zenék félkövér betűvel vannak jelölve